# 谷川ハジメ
谷川ハジメ（たにがわはじめ）は、日本のゲームクリエイター。
アトラスで家庭用ゲーム機向け女神転生シリーズの開発に携わった後、2002年頃からオンラインゲームにフィールドを移す。代表作は「天上碑」「ローズオンライン」「女神転生IMAGINE」「北斗の拳ONLINE」などのPCオンラインゲーム(MMORPG)。

## 代表作
- 2003年3月14日 天上牌（プロデューサー）
- 2005年7月7日 ローズオンライン（ディレクター）
- 2007年4月4日 女神転生IMAGINE（ディレクター/プロデューサー）
- 2008年7月24日 北斗の拳ONLINE（ディレクター）

### 女神転生IMAGINEの歴史
- 2006年10月 βプレビュー開始
- 2006年11月 βプレビュー2開始
- 2006年12月 クローズドβ開始
- 2007年3月 オープンβ開始
- 2007年4月4日 正式サービス開始

### 北斗の拳ONLINEの歴史
- 2007年12月 クローズドβ開始
- 2008年3月 第2次クローズドβ開始
- 2008年4月 オープンβ開始
- 2008年6月 オープン負荷テスト開始
- 2008年7月 第2次オープンβ開始
- 2008年7月24日 正式サービス開始